# Maico Casella
Maico Casella né le 5 juin 1997 à Buenos Aires, est un joueur de hockey sur gazon argentin. Il évolue au poste d'attaquant au HC Tilburg et avec l'équipe nationale argentine.

## Carrière

### Coupe du monde
- Top 8 : 2018

### Coupe d'Amérique
- : 2017, 2022

### Jeux olympiques
- Top 8 : 2020